# Wilton Paes de Almeida
L'immeuble Wilton Paes de Almeida est anciennement un immeuble de bureaux situé à São Paulo au Brésil. À la suite de sa transformation en immeuble d'habitations informel, il s'est effondré le 1er mai 2018, après avoir pris feu, ce qui a provoqué la disparition de 49 personnes,.
Il a été construit en 1968 et a été classé en tant que monument historique en 1992. Il a été le siège de la police de São Paulo entre 1980 et 2003, avant d'être squatté.